# Aeshna eremita
Aeshna eremita är en trollsländeart som beskrevs av Samuel Hubbard Scudder 1866. Aeshna eremita ingår i släktet mosaiktrollsländor, och familjen mosaiktrollsländor. Inga underarter finns listade i Catalogue of Life.

## Bildgalleri

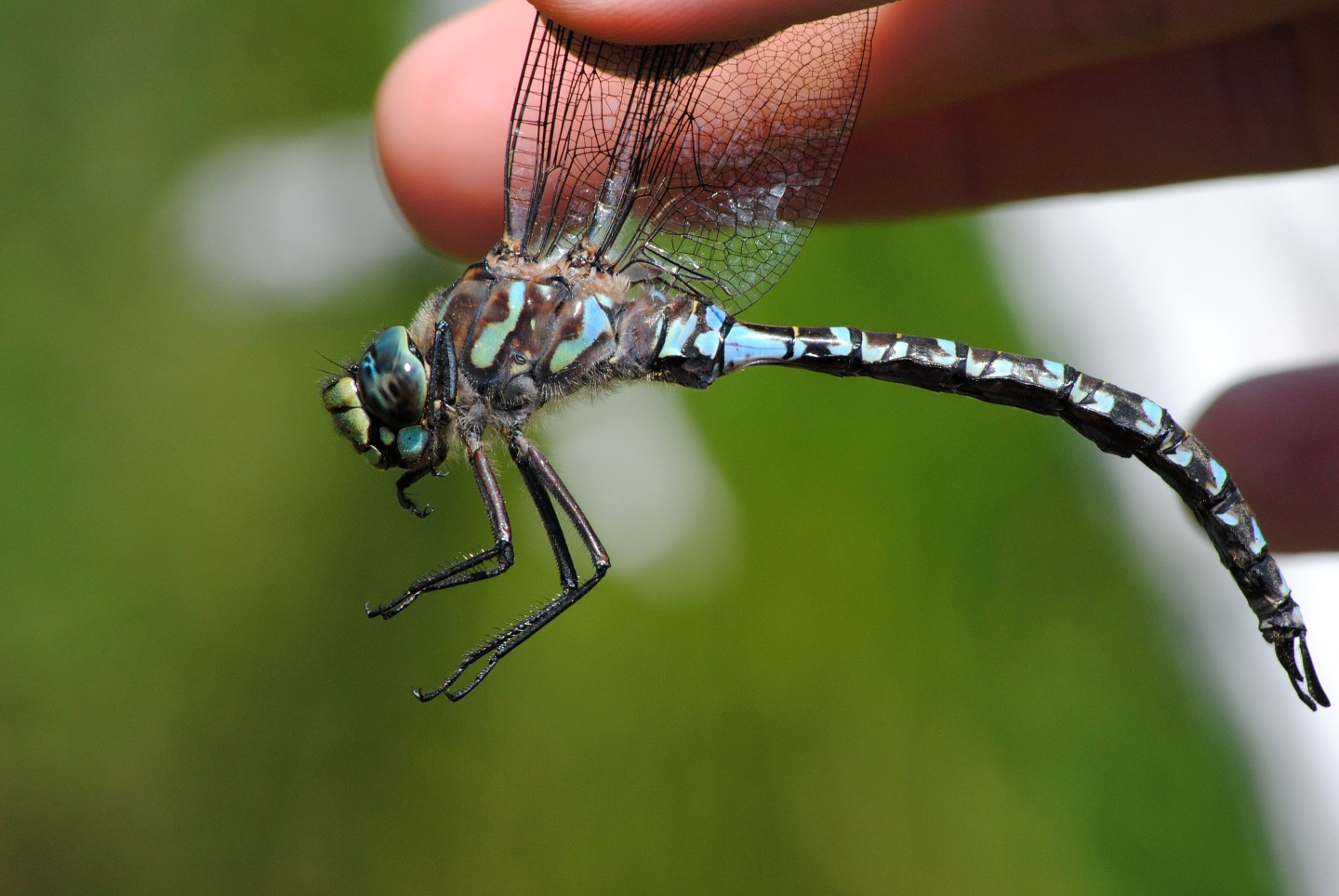